# Berndeutsch

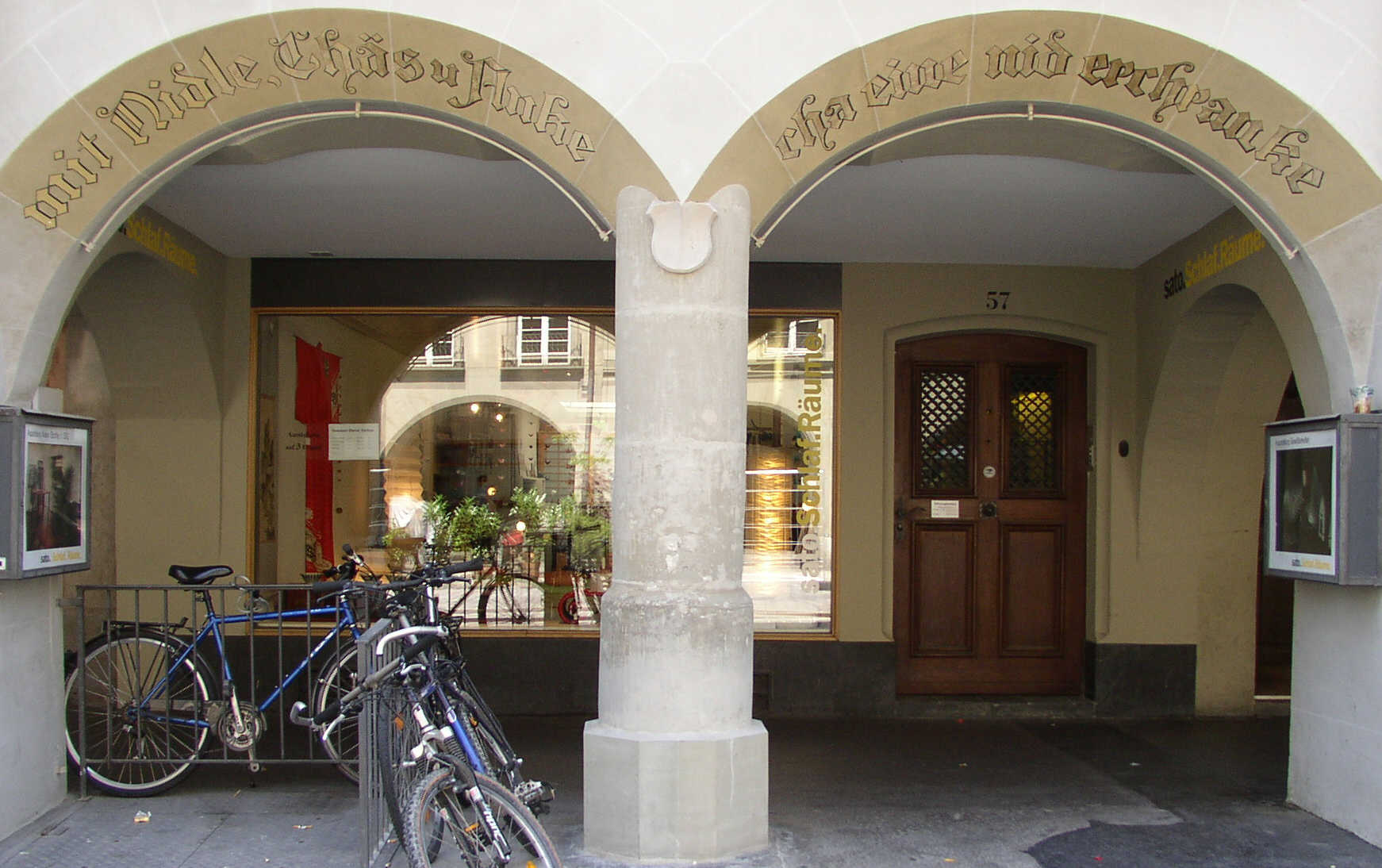
Inschrift in der Altstadt von Bern, welche besagt mit Nidle, Chäs u Anke / cha eine nid erchranke (Übersetzung: mit Rahm, Käse und Butter / kann einer nicht erkranken)

Berndeutsch (Eigenbezeichnung Bärndütsch) sind die schweizerdeutschen Dialekte, die im Berner Mittelland und einigen benachbarten Regionen gesprochen werden. Sie zählen zum Hochalemannischen.

## Verbreitung
Es gibt keinen einheitlichen, klar abgegrenzten berndeutschen Sprachraum. Üblicherweise werden die im deutschsprachigen Teil des Kantons Bern gesprochenen Dialekte Berndeutsch genannt, doch die tatsächlichen Dialektgrenzen verlaufen nur teilweise entlang der Kantonsgrenzen. Im Nordosten des Kantons Freiburg (Seebezirk) und im Süden des Kantons Solothurn (Bucheggberg) wird ebenfalls Berndeutsch gesprochen, und im Südwesten des Kantons Aargau und im Südwesten des Kantons Luzern (Entlebuch) finden sich Dialekte, die dem Berndeutschen sehr ähnlich sind. In den Tälern des Berner Oberlandes spricht man hingegen das höchstalemannische Berner Oberländische, das sich deutlich vom Berndeutschen des Mittellandes unterscheidet. Im ansonsten französischsprachigen Berner Jura wird Berndeutsch von den auf verschiedenen Höhenzügen wie etwa dem Sonnenberg siedelnden Täufern gesprochen; das am Jurasüdfuss gelegene Biel ist eine sowohl berndeutsch- als auch französischsprachige Stadt. Ein stark Pennsylvania Dutch beeinflusstes Berndeutsch reden auch rund 10'000 Amische im amerikanischen Bundesstaat Indiana im Adams County.

## Binnengliederung
Im Gebiet des Kantons Bern existieren zahlreiche Dialektvarianten, deren Ausprägung und Anzahl allerdings im Abnehmen begriffen sind.

### Stadt Bern
Innerhalb der Stadt Bern gab es noch Mitte des 20. Jahrhunderts eine Anzahl von Soziolekten, die heute nur noch sehr eingeschränkt zu hören sind: Die Patrizier sprachen das dem Standarddeutschen nähere archaisierende Patrizier-Berndeutsch, das sich durch fehlende l-Vokalisierung (beispielsweise Milch [mɪlɣ̊], nicht Miuch [mɪu̯ɣ̊] ‹Milch›, Esel [ɛz̥əɫ], nicht Esu [ɛz̥u] ‹Esel›), fehlende nd-Velarisierung (beispielsweise anders [anːdərs], nicht angers [aŋːərs] ‹anders›) – für beides siehe unten, Aussprache – sowie Beibehalten der Endung -ung (beispielsweise Zytung [t͡sitːʊŋ], nicht Zytig [t͡sitːɪg] ‹Zeitung›) und das Rachen-r wie im Französischen auszeichnete. Die alteingesessenen Berner der Mittel- und Oberschicht sprachen das gehobene Stadt-Berndeutsch, das sich von demjenigen der unteren Mittelschicht und Unterschicht unterschied; die Unterschicht im Mattequartier sprach zum Teil das sogenannte Mattenenglisch; die aus dem Umland Zugewanderten sprachen Landdialekte.
Der moderne Stadtdialekt beruht zu grossen Teilen auf den Landdialekten, weist aber auch einige Wörter des Mattenenglischen auf, hinzu kommen viele neue Lehnwörter vornehmlich aus dem Standarddeutschen und dem Englischen. Der Stadtdialekt strahlt seinerseits wieder auf das Land aus, wodurch im Einzugsgebiet der Agglomeration Bern eine zunehmende Nivellierung der Dialektunterschiede entsteht.

### Stadt Biel
Heute entspricht der Dialekt der meisten deutschsprachigen Einwohner Biels demjenigen des nördlichen Berndeutsch. Die traditionelle Stadtmundart weist jedoch wie die traditionelle Stadtberner Mundart weder l-Vokalisierung noch nd-Velarisierung (siehe oben) auf. Eine zusätzliche Besonderheit der Bieler Stadtmundart ist beziehungsweise war die grössere Nähe zum Nordwestschweizerdeutschen, da die Stadt bis 1798 zum Fürstbistum Basel gehört hatte. So hat sich beispielsweise bis mindestens ins 20. Jahrhundert bei konservativen Sprechern im Fall von altoberdeutsch /iu/ vor Labial und Velar nordwestschweizerdeutsches /iə/ gehalten, etwa in dieff ‹tief›, wofür Nordberndeutsch /øy/ (töüff) kennt. Noch bis ins 19. Jahrhundert wurde in Biel wie in Basel entrundet, man sagte also /eː/, /⁠e⁠/, /ei/, /iː/, /⁠i⁠/, /iə/ für normalberndeutsch /øː/, /⁠ø⁠/, /øy/, /yː/, /⁠y⁠/, /yə/, beispielsweise scheen, nei, dytsch, grien ‹schön, neu, deutsch, grün› (normalbernisch schöön, nöi, dütsch/tütsch, grüen).

### Nördliches Berndeutsch
Die auffälligste Variante, die heute noch ausgeprägt ist, ist der a/o-Unterschied. Im nördlichen Kantonsteil, d. h. im Seeland, im Oberaargau und in Teilen des unteren Emmentals, wird das im Mittelhochdeutschen lange /aː/ zu /ɔː/ verdumpft (ja/jo, Jahr/Johr). Das o-Gebiet ist allerdings auf dem Rückzug.

### Südliches Berndeutsch
Typisch für das südliche Berndeutsch ist der Schwund von /⁠n⁠/ vor mittelhochdeutschem /kx/, beispielsweise treiche /treiɣ̊ə/ ‹trinken›, däiche /d̥æi̯ɣ̊ə/ ‹denken›. Es handelt sich hierbei um eine für das Höchstalemannische typische Ausprägung des Staubschen Gesetzes.
Typisch für den Dialekt südlich von Bern ist sodann die Monophthongierung von /ei̯ øy̆ ou̯/ zu /eː øː oː/. Beispiele sind Gììss /ɡ̊eːsː/ statt Geiss /ɡ̊eisː/ ‹Geiss›, zwǜǜ /t͡søː/ statt zwöi /t͡sʋøy/ ‹zwei› und glùùbe /ɡ̊loːb̥ə/ statt gloube /ɡ̊loub̥ə/ ‹glauben›.
Beide Phänomene werden heute aus dem Aaretal zwischen Bern und Thun zurückgedrängt, halten sich aber in den Hügel- und Voralpenzonen westlich und östlich davon und finden Anschluss im Berner Oberland, wo sie (in teils etwas abweichender Realisierung) allgemeine Gültigkeit haben.

### Berner Oberland
Im Berner Oberland trifft man auf eine grössere Dialektvielfalt als im Mittelland. Die Oberländer Dialekte, die in dialektologischer Hinsicht auch diejenigen des früheren Amtsbezirks Schwarzenburg mit einschliessen, gehören zum Höchstalemannischen; erkennbar unter anderem am Vokalsystem, das die mittelhochdeutschen Monophthonge auch im Hiatus bewahrt hat (schneie/schnye, boue/buue). Auch fehlen im Oberland die für das Berndeutsch typische l-Vokalisierung (Milch/Miuch) und die nd-Velarisierung (Hund/Hung), dafür finden sich (wie im südlichen Berndeutsch) die Monophthongierung von /ei̯ øy̆ ou̯/ zu /eː øː oː/ (beispielsweise Gììss /ɡ̊eːsː/ ‹Geiss›, zwǜǜ /t͡søː/ ‹zwei› und glùùbe /ɡ̊loːb̥ə/ ‹glauben›) sowie Schwund des /n/ vor mittelhochdeutschem /nk/ (beispielsweise triiche /trɪːɣ̊ə/ ‹trinken›).
Oft werden nur die Dialekte des Mittellands als Berndeutsch bezeichnet, während die Oberländer Dialekte Berner Oberländisch und Brienzer/Haslitaler Dialekt genannt werden.

## Aussprache (Phonologie)
Ein Merkmal, welches das Berndeutsche von den meisten hochalemannischen Dialekten unterscheidet, ist die sehr verbreitete, nicht allein – wie in andern hochalemannischen Dialekten – auf die Position vor /t/ beschränkte Kürzung der historischen langen und folglich geschlossenen Hochzungenvokale.
| Berndeutsch     | Andere alemannische Dialekte | Hochdeutsch |
| --------------- | ---------------------------- | ----------- |
| wit /ʋit/       | wiit /ʋiːt/                  | weit        |
| schrybe /ʒ̊rib̥ə/ | schriibe /ʒ̊riːb̥ə/            | schreiben   |
| suge /z̥uɡ̊ə/     | suuge /z̥uːɡ̊ə/                | saugen      |
| Hüser /hyz̥ər/   | Hüüser /hyːz̥ər/              | Häuser      |
| Zile /tsilə/    | Ziile /tsiːlə/               | Zeile       |

Wie in anderen hochalemannischen Dialekten hat im grössten Teil des berndeutschen Sprachgebiets – das Oberaargau ausgenommen – keine Vokaldehnung in offenen Tonsilben stattgefunden. Ähnlich wie im Mittelhochdeutschen, aber im Unterschied zum Hochdeutschen, werden also Wörter wie Lade ‹Laden›, läse ‹lesen› mit kurzem Vokal als /ˈlad̥ə/, /læz̥ə/ ausgesprochen.
Als besonders typisch für das Berndeutsche gelten die folgenden beiden Merkmale, obwohl sie einerseits im traditionellen Patrizier-Berndeutsch und anderseits im Berner Oberland nicht gelten:
- l-Vokalisierung: /⁠l⁠/ vor einem Konsonanten oder am Ende der Silbe wird als [u(w)] ausgesprochen, beispielsweise Miuch [mɪu̯ɣ̊] ‹Milch›, Faue/Fauue/Fauwe [v̥au̯wə] ‹Falle›, Esu [ɛz̥u] ‹Esel››;
- nd-Velarisierung: /nd̥/ wird meist [ŋ(ː)] ausgesprochen, zum Beispiel angers [aŋːərz̥] ‹anders›, Ching [ɣ̊ɪŋː] ‹Kind›. In gewissen Wörtern unterbleibt die nd-Velarisierung, beispielsweise in Fründ [v̥rʏnd̥] ‹Freund›.

Von den Dialekten der nördlichen und der (eher) östlichen Deutschschweiz wie dem Zürichdeutschen unterscheidet sich das Berndeutsche durch die Aussprache der Diphthonge, die auf mittelhochdeutsches EI und OU zurückgehen. Sie werden als [ei̯] und [ou̯] ausgesprochen, und nicht als [æɪ̯] und [æʊ̯], beispielsweise Fleisch /flei̯ʒ̊/ ‹Fleisch› oder Frou /frou̯/ ‹Frau›. Damit fallen im Berndeutschen, anders als in den meisten andern deutschen Dialekten, die mittelhochdeutschen Diphthonge mit den Diphthongierungsprodukten von mhd. Ī, Ū und ǖ in Hiat und Auslaut zusammen, vgl. – ausgehend von mhd. ein frîez bein – berndeutsch es freis Bei /əz̥ v̥rei̯z̥ b̥ei̯/ gegenüber zürichdeutsch e freis Bäi /ə v̥rei̯z̥ b̥æi̯/.

## Wortschatz (Lexik)
Viele berndeutsch-spezifische Wörter sind in den letzten Jahrzehnten verlorengegangen; der berndeutsche Wortschatz entspricht heute nicht zuletzt deshalb zu grossen Teilen dem allgemeinen schweizerdeutschen Wortschatz. Es existieren jedoch Besonderheiten, zum Beispiel gäng/geng/ging /ɡ̊æŋː, ɡ̊ɛŋː, ɡ̊ɪŋː/ ‹immer›, Schaft /ʒ̊aft/ ‹Schrank› (in den meisten anderen Schweizer Dialekten Chaschte /ɣ̊aʃtə/), oder Mütschli /mʏt͡ʃli/ ‹Brötchen› statt beispielsweise Semmeli.
Als berndeutsche Schibbolethe gelten die Wörter äuwä/äuä /æu̯wæː/ ‹allweg/wohl› und die ursprünglich mattenenglischen Wörter ieu/iu /i(ə̯)u̯/ ‹ja›, Gieu /ɡ̊iə̯u̯/ ‹Knabe› und Modi /mɔd̥i/ ‹Mädchen›. Teilweise sind auch starke Einflüsse aus dem Französischen erkennbar, heute natürlich auch zahlreiche englische Entlehnungen.

## Grammatik
Die berndeutsche Grammatik unterscheidet sich in vielen Bereichen von der standarddeutschen, ist aber weitgehend identisch mit der Grammatik anderer alemannischen Dialekte.

### Satzbau (Syntax)
Verbsequenzen weichen öfter von der Standardsprache ab als in Dialekten der mehr östlichen Deutschschweiz:
- Berndeutsch: Wiu i’s ha bhouptet
- Zürichdeutsch: Wil ich’s bhauptet ha
- Standardsprache: Weil ich es behauptet habe

Wie in anderen alemannischen Dialekten werden Relativsätze mit der Relativpartikel wo gebildet: Ds Ross, wo mer hei gfueret ‹Das Pferd, das wir gefüttert haben›.

### Beugung (Morphologie)
Typisch Berndeutsch (und Südwestschweizerdeutsch) ist die Pluralendung -e auch bei den (einsilbigen) starken Maskulina, wo die meisten anderen hochalemannischen Dialekte Nullendung kennen:
- Berndeutsch: e Wääg, e Tisch, e Stei, Plural zwe Wääge, zwe Tische, zwe Steine
- Zürichdeutsch: en Wääg, en Tisch, en Stäi, Plural zwee Wääg, zwee Tisch, zwee Stäi
- Standarddeutsch: ein Weg, ein Tisch, ein Stein, Plural zwei Wege, zwei Tische, zwei Steine

Dieses -e tendiert allerdings in jüngster Zeit, sich auch in der übrigen Deutschschweiz auszubreiten.
Typisch Berndeutsch ist, dass das schwache Neutrum des Adjektivs in Nominativ und Akkusativ auf -e ausgeht, auch hier haben die meisten andern hochalemannischen Dialekte zumindest herkömmlich Nullendung:
- Berndeutsch: ds groosse Ching
- Zürichdeutsch: s grooss Chind
- Standarddeutsch: das grosse Kind

Dieses -e hat sich allerdings in jüngster Zeit auch in der übrigen Deutschschweiz ausgebreitet.
Wie in den anderen Dialekten westlich der Brünig-Napf-Reuss-Linie (und im Standarddeutsch) weist auch im Berndeutsch die Verbkonjugation keinen Einheitsplural auf, sondern unterscheidet zwei verschiedene Formen:
- Berndeutsch: mir/si hei – dihr heit
- Zürichdeutsch: mir/ihr/si händ
- Standarddeutsch: wir/sie haben – ihr habt

Die Markierung des grammatischen Geschlechts an den Zahlwörtern – die auch sonst im Schweizerdeutschen bekannt ist – zwei und drei ist relativ verbreitet:
- zwe Manne ‹zwei Männer›
- zwo Froue ‹zwei Frauen›
- zwöi Ching ‹zwei Kinder›
- drei Manne ‹drei Männer›
- drei Froue ‹drei Frauen›
- drü Ching ‹drei Kinder›

Wie andere oberdeutsche Dialekte kennt auch das Berndeutsch kein Präteritum. Dem hochdeutschen wir schauten entspricht die Perfektform mir hei gluegt. Zum Ausdruck der Vorvergangenheit wird das Doppelperfekt verwendet:
- Berndeutsch: Won i bi inecho, hei si scho ggässe gha.
- Standarddeutsch: Als ich hereinkam, hatten sie bereits gegessen.

Die Bezeichnung eines zukünftigen Geschehens mit dem Hilfsverb werden ist nicht üblich. Stattdessen werden, falls nötig, Temporalpartikel verwendet: Mir gseh’s de ‹wir sehen es dann/wir werden sehen›.

## Sprechverhalten (Pragmatik)
Ein auffälliges Merkmal betrifft die Höflichkeitsform: Im Berndeutsch wird wie in anderen westlichen und einigen östlichen Dialekten der Deutschschweiz die Höflichkeitsform nicht wie im Standarddeutsch mit der dritten Person Plural Sie gebildet, sondern wie im Französischen mit der zweiten Person plural Dihr /d̥ɪːr/ ‹Ihr›. Die Frage Was wollen Sie trinken? heisst auf Berndeutsch Was weit’er trinke? (wörtlich: Was wollt Ihr trinken?), die höfliche Begrüssung lautet Grüessech /ɡ̊ryə̯sːəɣ̊/ (wörtlich: [Gott] grüsse Euch; zur Verbreitung und Verwendung dieser Grussformel siehe Grüezi).

## Rechtschreibung
Berndeutsch ist hauptsächlich eine gesprochene Sprache, auch wenn eine vergleichsweise umfangreiche berndeutsche Literatur existiert. Eine einheitliche Rechtschreibung gibt es im Berndeutschen nicht, es können jedoch zwei Hauptrichtungen, eine ältere und eine jüngere, unterschieden werden:
- Die ältere Schreibweise versucht sich möglichst an das standarddeutsche Schriftbild anzupassen. Dieser Ansatz, wie ihn Werner Marti in seinem Buch Bärndütschi Schrybwys vertritt, wird von den meisten Berner Mundartschriftstellern wie Rudolf von Tavel, Simon Gfeller, Otto von Greyerz, Carl Albert Loosli und Kurt Marti gewählt und ist auch in der neueren Berner Mundartliteratur verbreitet.
- Die neuere Schreibweise versucht dagegen die mundartlichen Laute möglichst genau phonetisch wiederzugeben, unabhängig vom gewohnten Schriftbild. Diese als Dieth-Schrift – nach Eugen Dieth, dem Verfasser des 1938 erschienenen Buches Schwyzertütschi Dialäktschrift – bekannte Orthographie wird besonders in der jüngeren Berneroberländer Literatur sowie in den verschiedenen Dialektwörterbüchern des Oberlandes angewandt.

Wie alle Dialekte der Deutschschweiz ist Berndeutsch als geschriebene Sprache gegenwärtig in Bereichen im Vormarsch, wo eine «quasi-mündliche» Ausdrucksweise verwendet wird, d. h. in SMS, Chat, Kinderliedern und persönlichen Briefen und E-Mails. Dabei wird meist «nach Gefühl» und mehr oder weniger phonetisch geschrieben. Damit lassen sich die Schreibungen nicht in die zwei oben genannten Ansätze einordnen, was einerseits daran liegen mag, dass die jungen Schreiber kaum Kenntnis von der Mundartliteratur haben, und andererseits daran, dass sie sich nicht an etablierte Regeln halten wollen oder können. Dabei können Konventionen entstehen, die in der traditionellen Dialektschreibung nicht zu finden sind, beispielsweise die Wiedergabe des Schwa durch ‹ä› wie in ‹ä Taschälampä› oder ‹machä›. Die Funktion dieses ‹ä› könnte darin bestehen, den Text als Dialekttext zu markieren.

### Sekundärliteratur
- Heinrich Baumgartner: Die Mundarten des Berner Seelandes. Huber, Frauenfeld 1922 (Beiträge zur Schweizerdeutschen Grammatik XIV).
- Heinrich Baumgartner: Stadtmundart. Stadt- und Landmundart. Beiträge zur bernischen Mundartgeographie. Lang, Bern 1940 (Schriften der Literarischen Gesellschaft Bern. Neue Folge der Neujahrsblätter. III).
- Walter Bieri: Läbigs Bärndütsch. E Sammlig vo bärndütsche Wörtere u Redesarte. Haupt, Bern 1958.
- Otto von Greyerz, Ruth Bietenhard: Berndeutsches Wörterbuch für die heutige Mundart zwischen Burgdorf, Lyss und Thun. Bern 1976; 9. Aufl. ebenda 2008, ISBN 3-305-00255-7
- Werner Hodler: Beiträge zur Wortbildung und Wortbedeutung im Berndeutschen. Francke, Bern 1915; Nachdruck Kraus, Nendeln/Liechtenstein 1970.
- Werner Hodler: Berndeutsche Syntax. Francke, Bern 1969.
- Rudolf Hotzenköcherle: Die Sprachlandschaft Bern. In: Ders.: Die Sprachlandschaften der deutschen Schweiz. Hrsg. von Niklaus Bigler und Robert Schläpfer unter Mitarbeit von Rolf Börlin. Aarau/Frankfurt a. M./Salzburg 1984 (Reihe Sprachlandschaft 1), S. 193–225.
- Rudolf Hotzenköcherle u. a.: Sprachatlas der deutschen Schweiz. Bände I–VIII. Francke, Bern und Basel 1962–1997.
- R[udolf] E. Keller: Schwyzertütsch: Bärndütsch. In: German Dialects. Phonology & Morphology, with selected texts. Manchester 1961, S. 87–115.
- Werner Marti: Bärndütschi Schrybwys. Ein Wegweiser zum Aufschreiben in berndeutscher Sprache. Francke, Bern 1985, 2. Aufl., ISBN 3-305-00074-0.
- Werner Marti: Berndeutsch-Grammatik für die heutige Mundart zwischen Thun und Jura. Francke, Bern 1985, ISBN 3-305-00073-2.
- Roland Ris: Die berndeutsche Mundartliteratur. In: Illustrierte Berner Enzyklopädie. Band 4: Kunst und Kultur im Kanton Bern. Wabern-Bern 1987, S. 150–163.
- Roland Ris: Bibliographie der berndeutschen Mundartliteratur. Selbständig erschienene, rein oder mehrheitlich berndeutsche Publikationen von den Anfängen bis und mit Erscheinungsjahr 1987. Emmentaler Druck, Langnau 1989, ISBN 3-85654-901-3.
- Beat Siebenhaar, Fredy Stäheli: Stadtberndeutsch. Sprachporträts aus der Stadt Bern. Licorne, Murten 2000 (Schweizer Dialekte in Text und Ton 5.1), S. 7–32.
- Beat Siebenhaar: Sprachliche Varietäten in der Stadt Bern und was die Sprecher davon halten. In: Germanistik in der Schweiz. Online-Zeitschrift der Schweizerischen Akademischen Gesellschaft für Germanistik, 1/2002, S. 5–17; uni-leipzig.de (PDF; 164 kB).
- Beat Siebenhaar: Sprachwandel und Sprachgeographie – der Einfluss der Stadt Bern auf die Region. In: Thomas Krefeld (Hrsg.): Sprachen und Sprechen im städtischen Raum. Peter Lang, Frankfurt a. M. 2008 (Spazi comunicativi – kommunikative Räume 2), S. 173–195; uni-leipzig.de (PDF; 1,1 MB).
- Samuel Singer (Hrsg.): Beiträge zur Kenntnis des berndeutschen Verbums. In: Zeitschrift für hochdeutsche Mundarten 2 (1901), S. 13–25 [Goldbach im Emmenthal sowie Stadt Bern und Umgebung, von H. Haldimann, F. Balsiger und H. Wäber]; ebd. S. 226–36 [St. Stephan im Simmenthal, von H. Zahler]; 6 (1905), S. 65–83 [Herzogenbuchsee im Oberaargau, von Friedrich Born].
- Paul Zinsli: Berndeutsche Mundart. Zur räumlichen Gliederung des Berndeutschen. In: Berner Staatsbuch. Behörden, Geschichte, Kultur und Volkswirtschaft des Kantons Bern und seiner 30 Amtsbezirke. 2., erweiterte Ausgabe. Berner Tagblatt, Bern 1957, S. 93–114.

### Belletristik
- Eine umfangreiche, aber keineswegs vollständige Zusammenstellung berndeutscher Belletristik findet sich hier.

### Übersetzungen
- Hans, Ruth und Benedikt Bietenhard: Ds Alte Teschtamänt bärndütsch – en Uswahl. Haller, Bern 1991.
- Hans und Ruth Bietenhard: Ds Nöie Teschtamänt bärndütsch. Haller, Bern 1984.
- Albert Meyer: Homer Bärndütsch – Odyssee. Francke im Cosmos, Muri bei Bern 1960 (weitere Auflagen 1963, 1978, 1988).
- Walter Gfeller: Homer Bärndütsch – Ilias. Francke, Bern 1981.
- Walter Gfeller: Vergil Bärndüsch – Aeneis. Francke, Bern 1984.
- Antoine de Saint-Exupéry: Der Chly Prinz. Bärndütsch vom Lorenz Pauli. Lokwort, Bern 2004.
- Dominik Meli: Dante Alighieri: Di Göttlechi Komödie. D Höll – Der Lüterigsbärg – Ds Paradys. Bärndütsch. 2021